# 永不回头 (2010年电视剧)
《永不回头》，姜武、李保田、闫妮主演的服刑期满释放之后融入社会的现代剧，导演张辉。

## 剧情
该剧讲述1980年代的五个男人：刘常明、王朝东、安浩天、葛志覃、白志远因各自的原因而进监狱，刑满释放之后，在老大哥刘常明的关照和管制下，带领五兄弟洗头换面重新做人的故事。

## 演出
| 演员   | 角色   | 备注 |
| 姜武   | 王朝东 | 原是地方恶霸，性格暴躁，喜好打架斗殴，故意伤人被判8年，被兄弟刘常明举报追加10年，何丽萍前夫                           |
| 李保田 | 刘常明 | 80年代国营汽修厂副厂长，挪用公款误杀妻子被判无期徒刑，出卖兄弟王朝东而减刑到25年，他变得木讷迟钝而坚毅。 后死于绝症。 |
| 闫妮   | 何丽萍 | 王朝东前妻，一名经理，育有女儿何文文。                                                                                |
| 林继东 | 安浩天 | 王朝东兄弟，人称“安子”，冲动好胜，讲哥儿们义气，因偷车打架而入狱。                                                    |
| 李净洋 | 何文文 | 何丽萍的女儿，安浩天女友                                                                                              |
| 黄小瑜 | 白晓溪 | |
| 马元   | 白志远 | |
| 尹元章 | 葛志覃 | |
| 曹艳艳 | 曾文洁 | |
| 衣珊   | 韩笑笑 | |
| 王璐妮 | 许清   | |
| 李建衡 | 张力明 | |

## 曲目
- 主题曲：李建衡《再从头》。

- 插曲：许楚涵《不要说爱我》。

- 片尾曲：李建衡、谭晶《我知道》。

## 花絮
李保田认为该剧感染人，他说自己沒好戏他就不演。

## 外部連結
- 《永不回头》新浪网专题 （页面存档备份，存于）